# Helene von Druskowitz
Helene Von Druskowitz (2 de mayo de 1856, Viena — 31 de mayo de 1918, Mauer-Öhling; nombre real Helena Maria Druschkovich) fue una filósofa austriaca, escritora y crítica de música. Fue la segunda mujer en obtener un Doctorado de Filosofía, el cual lo obtuvo en Zürich. Usualmente publicaba bajo un alias masculino debido al predominante sexismo.

## Biografía
Helene von Druskowitz nació el 2 de mayo de 1856 en Hietzing, un barrio de Viena, en el seno de una familia acomodada. Era la menor de tres hijos. Su padre falleció cuando ella tenía dos años de edad. Pero eso no le impidió recibir una buena educación.
Cursó la carrera de piano en el conservatorio de Viena hasta el año 1873.
En 1874 se mudó a Zürich y completó su abitur en 1878. Después de estudiar filosofía, arquitectura, literatura germana, orientalismo y lenguas modernas; se convirtió en la primera mujer austriaca y la segunda después de Stefania Wolicka en obtener un Doctorado en Filosofía. Trabajó como maestra de historia literaria en diferentes universidades (Viena, Zürich, Münich, Basilea). Viajó al Norte de África, Francia, Italia y España antes de regresar a Viena. En 1881 conoció a Marie von Ebner-Eschenbach, quien la introdujo en su círculo literario. Tres años después ya era conocida de Rainer Maria Rilke, Lou Andreas Salomé y Friedrich Nietzsche, al que conoció gracias a Malwida von Meysenbug. Helene Druskowitz fue una de las afortunadas en recibir una copia del cuarto libro de Así habló Zaratustra, sin embargo, su relación con Nietzsche no duró mucho.
Fue una feminista militante. Escribió en las revistas feministas de la época, entre ellas La sagrada lucha y Llamada a las armas.
El hermano de Helene murió en 1886 y su madre en 1888. En 1887 comenzó a vivir en Dresde con la cantante de opera Teresa Malten. Posteriormente, comenzó a beber en exceso e incluso tuvo problemas con las drogas. Tras la ruptura con Malten en 1891, se agudizó su alcoholismo y fue enviada en 1891 a un hospital psiquiátrico en Dresde. Sin embargo, Druskowitz continuó escribiendo y publicando hasta 1905. Helene criticaba la religión, el sexismo y, después de su separación de Nietzsche, su filosofía.
Murió el 31 de mayo de 1918, tras pasar los últimos 27 años de su vida en un hospital psiquiátrico.

## Obras
- 1882 - Sultan und Prinz
- 1883/84 - Der Präsident vom Zitherclub
- 1884 - Percy Bysshe Shelley
- 1885 - Drei englische Dichterinnen (Tres poetisas inglesas)
- 1886 - Moderne Versuche eines Religionsersatzes
- 1887 - Wie ist Verantwortung und Zurechnung ohne Annahme der Willensfreiheit möglich?
- 1888 - Zur neuen Lehre. Betrachtungen.
- 1889 - Zur Begründung einer neuen Weltanschauung (Zur neuen Lehre)
- 1889 - Eugen Dühring. Eine Studie zu seiner Würdigung
- 1889 - Aspasia
- 1890 - Die Pädagogin
- 1903 - Philosophischer Rundfragebogen
- 1905 - Pessimistische Kardinalsätze (1988 bajo el título Der Mann als logische und sittliche Unmöglichkeit und als Fluch der Welt)